# Supercopa de Alemania 2013
La DFL Supercup 2013 fue la  4.ª edición de la reactivada Supercopa de Alemania. El encuentro fue disputado el 27 de julio de 2013 entre el Bayern de Múnich, campeón de la Bundesliga 2012-13 y de la DFB Pokal 2012-13 y el Borussia Dortmund, subcampeón de la Bundesliga 2012-13,  en el estadio Signal Iduna Park de Dortmund.
Se volvieron a enfrentar tras la Final de Wembley, en la que salió victorioso el cuadro de Múnich. Henrikh Mkhitaryan, nuevo jugador del Dortmund, empezó el encuentro en el banquillo. Marco Reus abrió el marcador a los 6 minutos de juego con un cabezazo y en la segunda parte Arjen Robben empató con otro gol de cabeza pero los de Jürgen Klopp volvieron a ponerse en ventaja cuando Daniel van Buyten marcó en propia puerta tras desviar un centro de Ilkay Gündogan. Robben logró el empate con un remate de zurda dentro del área, no obstante, era claro que el Bayern estaba cumpliendo el sueño y venia de una temporada muy exitosa y encaminaba a ser el segundo equipo en la historia en conseguir un sextete. Después de 1 minuto del gol a propia puerta de Daniel van Buyten, İlkay Gündoğan mete el 3 gol para el Borussia Dortmund aprovechando a la defensa del Bayern de Múnich. Ya finalizando el partido, en el minuto 86´, el jugador Marco Reus terminando marcando el 4 gol, otorgándole el premio al Borussia Dortmund.  
| Borussia Dortmund |  |  |  | Subcampeón de la Bundesliga (2012-13)                                 |
| Bayern de Múnich  |  |  |  | Campeón de la Bundesliga (2012-13) y de la Copa de Alemania (2012-13) |

## Detalles del partido
| 1          | POR        | Roman Weidenfeller   |     |
| 19         | DEF        | Kevin Großkreutz     |     |
| 4          | DEF        | Neven Subotić        |     |
| 15         | DEF        | Mats Hummels         |     |
| 26         | DEF        | Marcel Schmelzer     |     |
| 18         | MED        | Nuri Şahin           |     |
| 6          | MED        | Sven Bender          | 46' |
| 16         | MED        | Jakub Błaszczykowski | 72' |
| 8          | MED        | Ilkay Gündogan       | 88' |
| 11         | MED        | Marco Reus           |     |
| 9          | DEL        | Robert Lewandowski   |     |
| Entrenador | Entrenador | Jürgen Klopp         |     |

| 22         | POR        | Tom Starke        |     |
| 21         | DEF        | Philipp Lahm      |     |
| 17         | DEF        | Jérôme Boateng    |     |
| 5          | DEF        | Daniel van Buyten |     |
| 27         | DEF        | David Alaba       |     |
| 6          | MED        | Thiago Alcántara  |     |
| 25         | MED        | Thomas Müller     |     |
| 39         | MED        | Toni Kroos        | 86' |
| 10         | MED        | Arjen Robben      |     |
| 11         | MED        | Xherdan Shaqiri   | 67' |
| 9          | DEL        | Mario Mandžukić   | 75' |
| Entrenador | Entrenador | Josep Guardiola   |     |

| 5  | MED | Sebastian Kehl            | 46' |
| 17 | DEL | Pierre Emerick Aubameyang | 72' |
| 25 | DEF | Sokratis Papastathopoulos | 88' |

| 31 | MED | Bastian Schweinsteiger | 67' |
| 14 | DEL | Claudio Pizarro        | 75' |
| 4  | DEF | Dante                  | 86' |

| Anotado           | 6'  | Marco Reus        | 1-0 |
| Anotado · Autogol | 56' | Daniel van Buyten | 2-1 |
| Anotado           | 57' | Ilkay Gündoğan    | 3-2 |
| Anotado           | 86' | Marco Reus        | 4-2 |

| Anotado | 54' | Arjen Robben | 1-1 |
| Anotado | 64' | Arjen Robben | 2-2 |

|  |

| Amonestado | 90+2' | Jerome Boateng |

| Árbitro | Jochen Drees |

| 1          | POR        | Roman Weidenfeller   |     |
| 19         | DEF        | Kevin Großkreutz     |     |
| 4          | DEF        | Neven Subotić        |     |
| 15         | DEF        | Mats Hummels         |     |
| 26         | DEF        | Marcel Schmelzer     |     |
| 18         | MED        | Nuri Şahin           |     |
| 6          | MED        | Sven Bender          | 46' |
| 16         | MED        | Jakub Błaszczykowski | 72' |
| 8          | MED        | Ilkay Gündogan       | 88' |
| 11         | MED        | Marco Reus           |     |
| 9          | DEL        | Robert Lewandowski   |     |
| Entrenador | Entrenador | Jürgen Klopp         |     |

| 22         | POR        | Tom Starke        |     |
| 21         | DEF        | Philipp Lahm      |     |
| 17         | DEF        | Jérôme Boateng    |     |
| 5          | DEF        | Daniel van Buyten |     |
| 27         | DEF        | David Alaba       |     |
| 6          | MED        | Thiago Alcántara  |     |
| 25         | MED        | Thomas Müller     |     |
| 39         | MED        | Toni Kroos        | 86' |
| 10         | MED        | Arjen Robben      |     |
| 11         | MED        | Xherdan Shaqiri   | 67' |
| 9          | DEL        | Mario Mandžukić   | 75' |
| Entrenador | Entrenador | Josep Guardiola   |     |

| 5  | MED | Sebastian Kehl            | 46' |
| 17 | DEL | Pierre Emerick Aubameyang | 72' |
| 25 | DEF | Sokratis Papastathopoulos | 88' |

| 31 | MED | Bastian Schweinsteiger | 67' |
| 14 | DEL | Claudio Pizarro        | 75' |
| 4  | DEF | Dante                  | 86' |

| Anotado           | 6'  | Marco Reus        | 1-0 |
| Anotado · Autogol | 56' | Daniel van Buyten | 2-1 |
| Anotado           | 57' | Ilkay Gündoğan    | 3-2 |
| Anotado           | 86' | Marco Reus        | 4-2 |

| Anotado | 54' | Arjen Robben | 1-1 |
| Anotado | 64' | Arjen Robben | 2-2 |

|  |

| Amonestado | 90+2' | Jerome Boateng |

| Árbitro | Jochen Drees |

|                                        |
| Bandera de Renania del Norte-Westfalia |
| Campeón Borussia Dortmund 4.º título   |